# Anne-Marga Sprick
Anne-Marga Sprick (* 1934 in Tielenhemme im Kreis Dithmarschen, Provinz Schleswig-Holstein, Freistaat Preußen) ist eine deutsche Autorin, die in niederdeutscher Sprache veröffentlicht.

## Leben
Aufgewachsen ist Sprick auf einem Bauernhof in Tielenhemme an der Eider. Da in ihrem sehr belesenen Elternhaus nur Plattdeutsch gesprochen wurde, blieb das Hochdeutsche für sie bis heute eine Fremdsprache. Von 1992 bis 1999 arbeitete sie im Klaus-Groth-Museum in Heide. Angeregt durch ihre Arbeit im Museum fand sie in dessen reicher Bibliothek die Geschichten für ihre umfangreiche Sammlung. Die plattdeutschen Erzählungen wurden zunächst in der Rubrik „Sagenhaft: Dithmarschen“ in der Dithmarscher Landeszeitung veröffentlicht und die besten „Vertellen“ 2005 vom Boyens Buchverlag in Buchform herausgegeben.
In ihrem 2004 erschienenen Buch Ünner´n Wiehnachtsboom übersetzte sie bekannte und unbekannte Weihnachtsgeschichten von Theodor Storm, Pastor Lensch, Peter Rosegger, Gustav Frenssen, Wilhelm Lobsien, Klaus Witt, Agnes Miegel, Christian Kock, Emil Duborg und Klaus Groth ins Plattdeutsche.
Anne-Marga Sprick lebt seit vielen Jahren in Bargenstedt.

## Ehrungen
- 2012 Ehrennadel des Landes Schleswig-Holstein, verliehen am 12. September 2012 durch Ministerpräsident Torsten Albig.

## Werke
- Ünner´n Wiehnachtsboom: Plattdeutsche Weihnachtsgeschichten, Boyens Buchverlag, Heide 2004, ISBN 3-8042-1148-8
- Dithmarschen, sagenhaft to vertellen, Boyens Buchverlag, Heide 2005, ISBN 3-8042-1180-1
- Kinner- un Jungsjohren in de Südermarsch: Ut Gustav Frenssen sien Wark „Jörn Uhl“, übersetzt in Dithmarscher Mundart von Anne-Marga Sprick, RD Druck & Verlagshaus, Osterrönfeld 2014, ISBN 978-3-9810912-1-2